# Grande munus

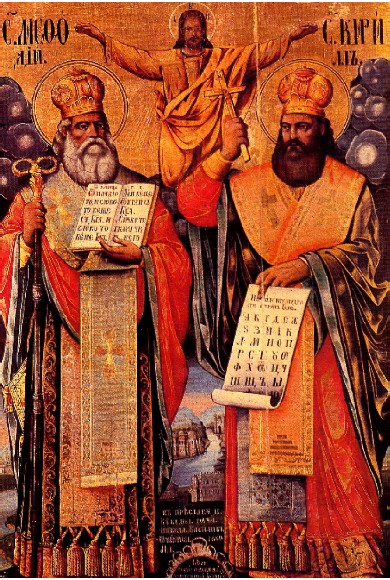
Ikone der heiligen Methodius und Kyrill, Bukarest, 19. Jhd.

Die Enzyklika Grande munus („große Aufgabe“) von Papst Leo XIII. wurde am 30. September 1880 veröffentlicht und ist den heiligen Kyrill und Methodius, den Aposteln der Slawen, gewidmet.
Mit dieser Enzyklika dehnte Papst Leo XIII. die Verehrung der Brüder Kyrill und Methodius auf die gesamte katholische Kirche aus. Er würdigte die bis dahin im slawischen Raum verehrten Brüder und beschrieb nochmals deren Wirken. Er unterstrich die missionarische Arbeit sowie die damit verbundenen Probleme und gedachte der Gefangenschaft Kyrills und Methodius’ und deren starken Widerstandes gegen die Obrigkeit.
Leo XIII. führte zur Ehre dieser Missionare das Altkirchenslawische neben dem Lateinischen, Griechischen und Hebräischen als vierte Kirchensprache ein. Er legte abschließend fest, dass das Fest dieser Heiligen in der gesamten katholischen Kirche begangen werden solle.